# Pierre de la faim

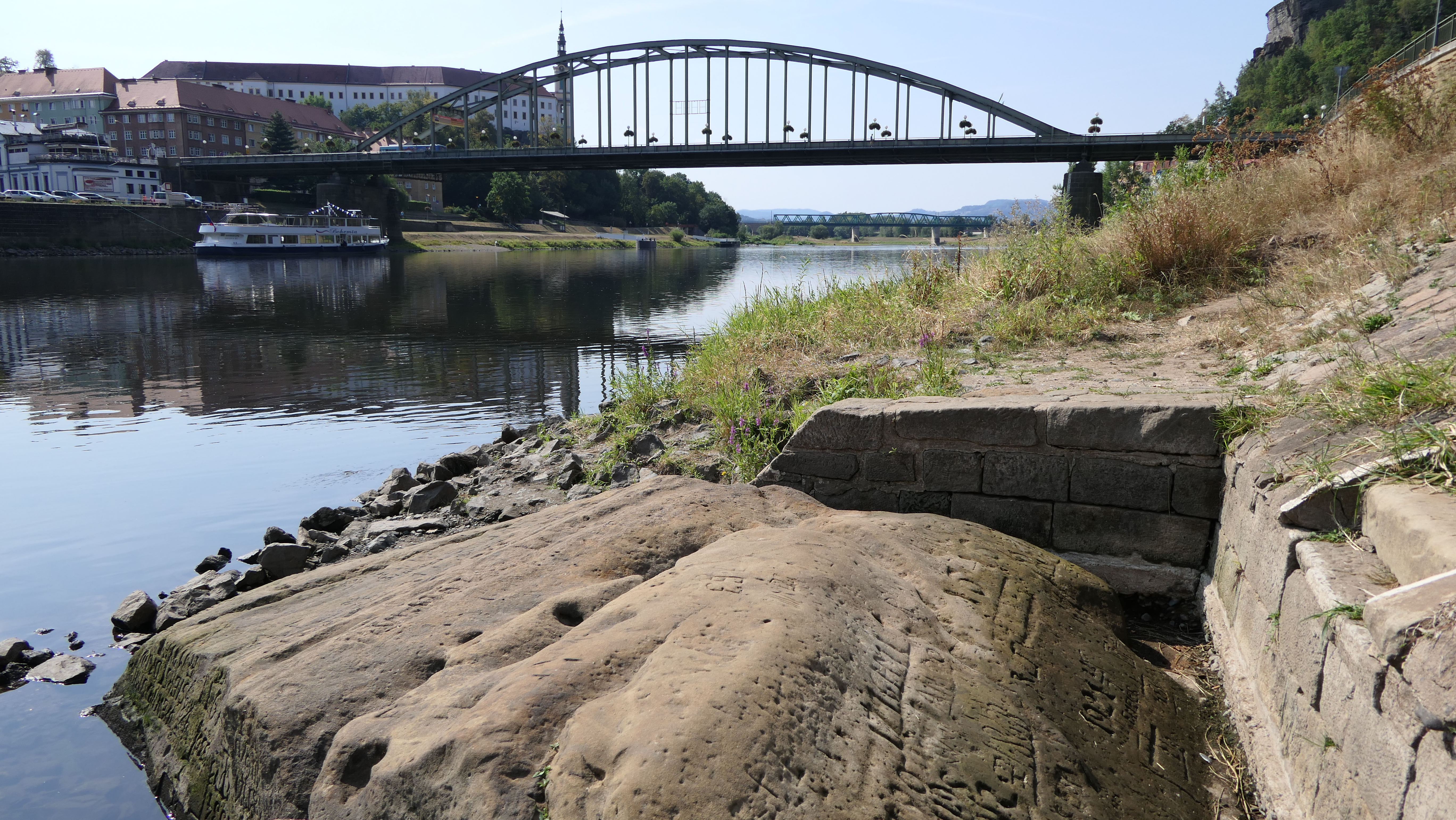
Une pierre de la faim près de Děčín en République tchèque. L'inscription est Wenn du mich siehst, dann weine (Si tu me vois, pleure).

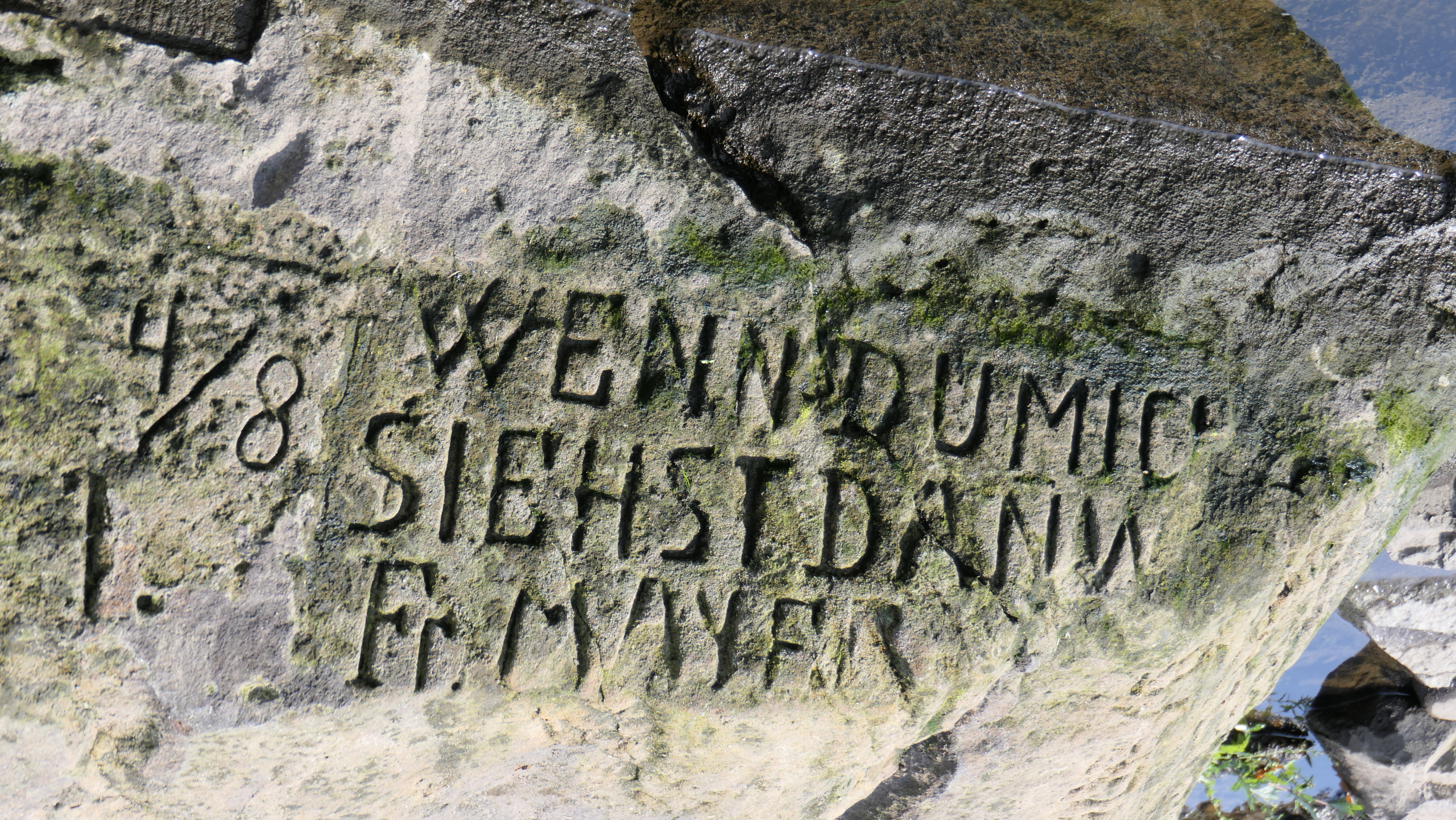
Détail de la pierre précédente.

Une pierre de la faim, de l'allemand Hungerstein, est une grosse pierre gravée située dans le lit d'un cours d'eau, qui n'est visible que lorsque le niveau de l'eau est très bas.
Ce type de repère hydrologique se rencontre en Europe centrale, tout particulièrement sur l'Elbe en Allemagne. Les pierres de la faim sont des monuments commémorant ou présageant les famines : installées ou gravées lors de grandes sécheresses, elles agissent comme une mise en garde contre l'effondrement de la production agricole à la suite d'un manque de précipitations ou de capacités d'irrigation.
Les pierres de la faim comportent généralement gravées les années de basses eaux. D'autres inscriptions peuvent être présentes : une pierre dans le lit de l'Elbe à Děčín, en République tchèque, porte gravée comme avertissement la phrase « Wenn du mich siehst, dann weine » (« Si tu me vois, alors pleure »). Une partie de ces monuments serait liée à la famine de 1816–1817 provoquée par l'éruption du Tambora en 1815.

## Histoire

### Apparition
L'histoire des pierres de la faim remonte au XVe siècle. Les plus anciennes inscriptions subsistantes mentionnent les années 1417, 1473, 1616, 1654, 1666. Dans la seconde moitié du XIXe siècle, elles entrent dans la conscience générale grâce aux illustrations dans les journaux et les récits de voyage,,,.
De par sa taille et son inscription (« Si tu me vois, pleure »), la pierre de Děčín reçoit une attention particulière après 1900, décrite par des dessins en 1904 et 1906, et des photographies en 1911, dans les journaux de Vienne. 1904 voit des pèlerinages quotidiens s'y succéder. Pour la protéger, les autorités sont contraintes de l'entourer d'un mur. Des milliers de cartes postales illustrées de la pierre de Děčín sont expédiées dans le monde entier.
La redécouverte des pierres, ainsi que leur gravure, se poursuit au XXe siècle. En 2018, de nombreuses pierres de l'Elbe sont à nouveau visibles lors d'une sécheresse. L'ONG internationale Greenpeace a, à son tour, gravé son message sur une pierre, à Magdebourg : « Si vous me voyez, c'est une crise climatique. Août 2018 »,.

### Redécouverte massive en2022
La sécheresse de 2022 en Europe provoque une redécouverte généralisée des pierres de la faim en Europe de l'est. Largement relayée dans les médias, cette mise au jour permet de prendre conscience du caractère exceptionnel de l'évènement climatique, qui devrait se répéter dans les années à venir,. La déstabilisation du système agricole mondial est un facteur de vulnérabilité (guerre en Ukraine, pertes de blés à la suite des canicules en Inde, saison des pluies inexistantes en Afrique, interdépendance, financiarisation du modèle alimentaire, crises de l'eau mondiales, etc.).

## Pierres connues
| Cours d'eau   | Pays               | Land/région                 | Ville           | Localisation                                                               | Notes | Coordonnées                  | Image |
| ------------- | ------------------ | --------------------------- | --------------- | -------------------------------------------------------------------------- | --- | ---------------------------- | ----- |
| Elbe          | Allemagne          | Basse-Saxe                  | Bleckede        | Près du ferry, kilomètre 550 du fleuve                                     | Comporte l'inscription « Geht dieser Stein unter, wird das Leben wieder bunter » (« Quand cette pierre est immergée, la vie redevient colorée ») |                              |       |
| Elbe          | Allemagne          | Saxe                        | Bad Schandau    | Prossen, sous la maison de l'ancien chef de gare                           | Porte cinq années entre 1928 et 2015 |                              |       |
| Elbe          | Allemagne          | Saxe                        | Bad Schandau    | Schmilka                                                                   | |                              |       |
| Elbe          | Allemagne          | Saxe                        | Bad Schandau    | Près de la frontière                                                       | |                              |       |
| Elbe          | Allemagne          | Saxe                        | Dresde          | Blasewitz, kilomètre 48,7 du fleuve, au niveau de Tolkewitzer Straße 53    | 2 × 2 m ; années : 1930, 1943, 1947, 1950, 1963, etc. | 51° 02′ 41″ N, 13° 48′ 58″ E |       |
| Elbe          | Allemagne          | Saxe                        | Dresde          | Tolkewitz, près de Tolkewitzer Straße 7                                    | Année : 2016 | 51° 02′ 31″ N, 13° 49′ 04″ E |       |
| Elbe          | Allemagne          | Saxe                        | Dresde          | Pillnitz, près des escaliers du sphinx ouest du château                    | Années : 1778, 1893, 1904, 2003, 2018 | 51° 00′ 30″ N, 13° 52′ 09″ E |       |
| Elbe          | Allemagne          | Saxe                        | Dresde          | Laubegast                                                                  | Années : 1893, 1899, 2003, 2015 | 51° 01′ 24″ N, 13° 50′ 29″ E |       |
| Elbe          | Allemagne          | Saxe                        | Dresde          | Laubegast, Ufer 25                                                         | | 51° 01′ 25″ N, 13° 50′ 29″ E |       |
| Elbe          | Allemagne          | Saxe                        | Dresde          | Pont Auguste                                                               | | 51° 03′ 19″ N, 13° 44′ 22″ E |       |
| Elbe          | Allemagne          | Saxe                        | Dresde          | Blasewitz                                                                  | | 51° 03′ 45″ N, 13° 47′ 40″ E |       |
| Elbe          | Allemagne          | Saxe                        | Königstein      | Près du village                                                            | Année : 1681 |                              |       |
| Elbe          | Allemagne          | Saxe                        | Königstein      | Rive gauche, près de l'embouchure de la Biela, au niveau d'Amtsgasse 10    | Années : 1952, 2003, 2015 | 50° 55′ 12″ N, 14° 04′ 20″ E |       |
| Elbe          | Allemagne          | Saxe                        | Königstein      | Sur la rive opposée à Prossen                                              | | 50° 55′ 33″ N, 14° 07′ 02″ E |       |
| Elbe          | Allemagne          | Saxe                        | Meissen         |                                                                            | Johann Friedrich Usinus signale qu'elle porte en 1746 l'inscription de l'année 1654 |                              |       |
| Elbe          | Allemagne          | Saxe                        | Meissen         |                                                                            | Bloc de granit inscrit de l'année 2018, installé en remplacement de la pierre d'origine, qui n'a pas été retrouvée | 51° 10′ 28″ N, 13° 27′ 58″ E |       |
| Elbe          | Allemagne          | Saxe                        | Pirna           | Rive droite                                                                | Selon les archives de la ville, une pierre portant l'année 1115 existait, mais son emplacement n'est plus connu. Près d'Oberposta, une pierre comporte plus d'une quinzaine d'années, de 1707 à 2015 |                              |       |
| Elbe          | Allemagne          | Saxe                        | Radebeul        | Kötzschenbroda, près du port                                               | Année : 1811 | 51° 06′ 12″ N, 13° 37′ 22″ E |       |
| Elbe          | Allemagne          | Saxe                        | Stadt Wehlen    | Pötzscha                                                                   | Année : 1868 | 50° 56′ 58″ N, 14° 01′ 02″ E |       |
| Elbe          | Allemagne          | Saxe                        | Torgau          | Rive droite, près du pont détruit                                          | Visible quand le niveau de l'eau descend sous 50 cm |                              |       |
| Elbe          | Allemagne          | Saxe                        | Zeithain        | Lorenzkirch                                                                | Détruite en 1932 |                              |       |
| Elbe          | Allemagne          | Saxe-Anhalt                 | Magdebourg      | Domfelsen (en)                                                             | Formation de grès rouge, également appelée Hungerfelsen (« falaise de faim ») ; gravée en août 2018 | 52° 07′ 22″ N, 11° 38′ 12″ E |       |
| Elbe          | Allemagne          | Saxe-Anhalt                 | Magdebourg      | Westerhüsen                                                                | Hungersteine bei Westerhüsen (de) | 52° 03′ 25″ N, 11° 41′ 10″ E |       |
| Elbe          | Allemagne          | Saxe-Anhalt                 | Schönebeck      | Salzlandmuseum (de)                                                        | 47 cm ; année : 1904. La pierre était à l'origine dans un bassin du port, désormais comblé |                              |       |
| Elbe          | Allemagne          | Saxe-Anhalt                 | Schönebeck      | Au kilomètre 311 du fleuve, sur la rive droite                             | 1,5 × 1,5 × 2 m, 10 t |                              |       |
| Elbe          | République tchèque | Ústí nad Labem              | Děčín           | Dolní Žleb                                                                 | Environ 10 pierres ; années : 1842, 1868, 1892, 1904, 2015 | 50° 50′ 57″ N, 14° 12′ 58″ E |       |
| Elbe          | République tchèque | Ústí nad Labem              | Děčín           | Rive gauche, près du pont de Tyrš (cs)                                     | 6 m3 ; l'inscription lisible la plus ancienne date de 1616, deux inscriptions antérieures (1417 et 1473) ayant été effacées par les bateaux s'ancrant à proximité. La pierre porte également la phrase tchèque « Neplač holka, nenaříkej, když je sucho, pole stříkej » (« Jeune fille, ne pleure pas, s'il fait sec, arrose le champ »), probablement ajoutée en 1938. Cette pierre est l'une des plus anciennes sur l'Elbe. | 50° 46′ 54″ N, 14° 12′ 26″ E |       |
| Elbe          | République tchèque | Ústí nad Labem              | Těchlovice      |                                                                            | Année : 1666 (en nombres romains : MDCLXVI) |                              |       |
| Elbe          | République tchèque | Ústí nad Labem              | Těchlovice      |                                                                            | Années : 1892, 1903, 1904, 1911, 1928, 1963, 2015, etc. | 50° 42′ 20″ N, 14° 11′ 50″ E |       |
| Moselle       | Allemagne          | Rhénanie-Palatinat          | Traben-Trarbach | Rive gauche                                                                | |                              |       |
| Mündesee (de) | Allemagne          | Brandebourg                 | Angermünde      | Au nord du village                                                         | |                              |       |
| Rhin          | Allemagne          | Rhénanie-Palatinat          | Worms           | Worms-Rheindürkheim, près du kilomètre 449,4 du fleuve, sur la rive gauche | Plusieurs pierres, portant des années allant de 1857 à 2009 |                              |       |
| Weser         | Allemagne          | Basse-Saxe                  | Emmerthal       | Près de Hajen, rive gauche                                                 | Hajener Hungerstein (de) ; grès rouge érodé par le fleuve |                              |       |
| Weser         | Allemagne          | Rhénanie-du-Nord-Westphalie | Beverungen      | Würgassen                                                                  | 3 m3 ; années : 1800, 1840, 1842, 1847, 1850, 1857, 1858, 1859, 1865, 1874, 1876, 1881, 1911, 1922, 1934 et 1959 |                              |       |